# Jannes Hundt
Jannes Hundt (* 4. November 1996 in Oldenburg) ist ein deutscher Basketballspieler. Er ist der ältere Bruder von Bennet Hundt.

## Laufbahn
Hundt, dessen Mutter Angela in der ersten und dessen Vater Oliver in der zweiten Basketball-Bundesliga spielten, wurde in den Jugendabteilung des TuS Lichterfelde sowie des DBV Charlottenburg ausgebildet. 2014 wechselte er zu Alba Berlin, wo er im Herrenbereich meist in der zweiten Mannschaft in der ersten Regionalliga eingesetzt wurde und im März 2013 gegen Tübingen seine Premiere in der Basketball-Bundesliga beging. 2014 nahm er in der Basketballvariante „3 gegen 3“ an den olympischen Jugendspielen im chinesischen Nanjing teil.
2016 wechselte er zum SSV Lokomotive Bernau in die 2. Bundesliga ProB, blieb aber dank einer Kooperationsvereinbarung im erweiterten Bundesliga-Kader der Berliner.
Anfang August 2017 wurde Hundt vom Bundesligisten Eisbären Bremerhaven unter Vertrag genommen und erhielt zudem zum Sammeln weiterer Spielerfahrung eine Doppellizenz für Rot-Weiß Cuxhaven aus der 2. Bundesliga ProB. Zu Beginn des Spieljahres 2017/18 musste er aufgrund eines Daumenbruchs aussetzen. Für die Cuxhavener stand er im Saisonverlauf letztlich in 22 Begegnungen auf dem Feld, erzielte im Durchschnitt 11,8 Punkte und 4,6 Korbvorlagen pro Spiel, verpasste mit den Niedersachsen jedoch den Klassenverbleib in der 2. Bundesliga ProB. In den Farben der Eisbären Bremerhaven kam Hundt in der Saison 2017/18 zudem auf fünf Kurzeinsätze in der Bundesliga.
Während der Sommerpause 2018 wurde der Aufbauspieler von der Quakenbrücker Mannschaft Artland Dragons verpflichtet. Mit Mittelwerten von 9,7 Punkten sowie vier Korbvorlagen je Begegnung war er im Spieljahr 2018/19 Leistungsträger der Artländer. Vor und während des Bundesliga-Saisonschlussturniers im Juni 2020, das wegen der Ausbreitung von COVID-19 ausgetragen wurde, war Hundt Trainingsspieler des Bundesligisten BG Göttingen und damit Mannschaftskollege seines Bruders Bennet. In einem Spiel kam Jannes Hundt für Göttingen aber nicht zum Einsatz.
Mitte August 2020 gab der Bundesligist SC Rasta Vechta Hundts Verpflichtung bekannt. Er stand in der Saison 2020/21 in 34 Partien auf dem Feld und brachte es auf einen Punkteschnitt von 3,6 je Begegnung, wurde mit Vechta aber Tabellenletzter. Er spielte mit der Mannschaft anschließend ein Jahr in der zweiten Liga, 2022 ging er nach Quakenbrück (ebenfalls 2. Bundesliga ProA) zurück. 2023/24 war er Spielführer der Artländer, die er 2024 verließ.
Anfang August 2024 gab Zweitligist Gladiators Trier Hundts Verpflichtung bekannt. Er gewann mit der Mannschaft Ende Mai 2025 den Meistertitel in der 2. Bundesliga ProA. Danach verließ er den Verein.